# Molamba biguttatum
Molamba biguttatum is een keversoort uit de familie molmkogeltjes (Corylophidae). De wetenschappelijke naam van de soort werd in 1879 gepubliceerd door John Lawrence LeConte.